# A Box of Birds
A Box of Birds è un album in studio del gruppo rock australiano The Church, pubblicato nel 1999. Si tratta di un disco di cover.

## Tracce
1. The Faith Healer (The Sensational Alex Harvey Band cover)
2. It's All Too Much (The Beatles cover)
3. Hiroshima Mon Amour (Ultravox cover)
4. The Porpoise Song (The Monkees cover)
5. Decadence (Kevin Ayers cover)
6. The Endless Sea (Iggy Pop cover)
7. Friction (Television cover)
8. All the Young Dudes (Mott the Hoople cover)
9. Silver Machine (Hawkwind cover)
10. Cortez the Killer (Neil Young & Crazy Horse cover)

## Formazione
- Steve Kilbey – voce, basso, tastiera, chitarra
- Peter Koppes – chitarra, tastiera, basso, cori
- Tim Powles – batteria, percussioni, cori
- Marty Willson-Piper – chitarra, basso, cori